# Heeresmunitionsanstalt Löcknitz
Koordinaten: 53° 30′ 6″ N, 14° 13′ 34″ O
Die Heeresmunitionsanstalt Löcknitz (kurz: Muna Löcknitz) in der Nähe von Löcknitz, war eine Munitionsanstalt zur Fertigstellung von Granaten und ein Lager für Munition und chemische Waffen im Zweiten Weltkrieg.

## Lage und Größe
Die Heeresmunitionsanstalt bestand aus zwei Betriebsbereichen.

### Anlagenteil I
Der Anlagenteil I war etwa 400 ha groß, hier wurde konventionelle Munition befüllt und gelagert. Auf dem Anlagenteil befanden sich etwa 18 Hallen, in denen die Munition befüllt, bezündert, geprüft und beschriftet wurden. Die Lagerung der Munition erfolgte in etwa 100 Bunkern.

### Anlagenteil II
Der Anlagenteil II lag im nördlichen Abschnitt der Muna und war etwa 100 ha groß, hier wurden chemische Kampfstoffe, insbesondere Lost und Arsinöl in Munition befüllt und gelagert.
Der Kampfstoff wurde mit Kesselwagen aus Halle (Orgacid) und Stassfurt angeliefert und in einem Kampfstoffvorratslager, bestehend aus 7 Zisternen mit einem Gesamtfassungsvermögen von etwa 3000 m³ gelagert. Das Lager für die fertige Kampfstoffmunition bestand aus 8 Bunkern.

## Geschichte
Die Heeresmunitionsanstalt Löcknitz gehörte zu den 6 großen chemischen Munitionsanstalten und -lagern des deutschen Reiches;
- Löcknitz, Mecklenburg-Vorpommern
- Dessau, Sachsen-Anhalt
- Munster, Niedersachsen
- Lübbecke, Nordrhein-Westfalen
- St. Georgen, Bayern
- Halle-Ammendorf, Sachsen-Anhalt[3]

In der Muna Löcknitz wurden insbesondere Gelbkreuz und Nasen- und Rachenkampfstoffe gelagert und verarbeitet.
Baubeginn der Anlage im Rothenklempenower Forst wat 1936/37. 1938 Ordnete die Amtsgruppe Industrielle Rüstung an, dass eine Kampfstofffüllanlage und ein Kampfstofflager erbaut werden sollte. Die Anlage wurde dann von der Gruppe Baudurchführung Montanindustrie GmbH des Heereswaffenamtes durchgeführt.
- 1938 bis 1945 Betrieb der Muna
- 1945 Übergabe an die Rote Armee
- 1945 bis ca. 1955 Sprengung der Anlage und Enttrümmerung
- 1955 bis 1990 [NVA] Sperrgebiet
- ab 1992 Untersuchungen zur Gefährdungsabschätzung[1]

## Altlasten
Die Heeresmunitionsanstalt Löcknitz fiel 1945 vermutlich unversehrt in die Hände der sowjetischen Armee. Laut einer Kleinen Anfrage geht die Bundesregierung davon aus, dass etwa 3000 m³ flüssiger Kampfstoff in sieben Kampfstoffzisternen und eventuell in einigen Kesselwagen lagerten. Die sowjetischen Streitkräfte vernichteten einen Teil der Kampfstoffe, indem er in Gruben verlagert und unter Zugabe von Chlorkalk verbrannt wurde. Eine Spezialfirma hat von 1952 bis 1954 vorgefundenen Restmengen in eine Grube eingelagert und das ein Material schichtweise mit Chlorkalk abgedeckt.
Bei einer Bodenanalyse wurde folgende Bodenbelastung festgestellt.
- PCDD = 85800 ng/kg Toxizitätsäquivalente (TEQ)[3]
- Arsen = 287300 mg/kg Boden[3]
- Clark I = 1300 mg/kg[5]